# Distretti congressuali del Maryland

Distretti congressuali del Maryland

Lo stato del Maryland è diviso in 8 distretti congressuali, ognuno rappresentato da un rappresentante alla Camera dei rappresentanti degli Stati Uniti.
I distretti sono attualmente rappresentati al 119º Congresso degli Stati Uniti d'America da 7 democratici e da 1 repubblicano.

## Distretti e rispettivi rappresentanti
| Distretto | Rappresentante        | Partito      | CPVI | In carica dal  | Mappa del distretto |
| --------- | --------------------- | ------------ | ---- | -------------- | ------------------- |
| 1°        | Andy Harris           | Repubblicano | R+8  | 3 gennaio 2011 |                     |
| 2°        | Johnny Olszewski      | Democratico  | D+10 | 3 gennaio 2025 |                     |
| 3°        | Sarah Elfreth         | Democratico  | D+12 | 3 gennaio 2025 |                     |
| 4°        | Glenn Ivey            | Democratico  | D+39 | 3 gennaio 2023 |                     |
| 5°        | Steny Hoyer           | Democratico  | D+17 | 19 maggio 1981 |                     |
| 6°        | April McClain-Delaney | Democratico  | D+3  | 3 gennaio 2025 |                     |
| 7°        | Kweisi Mfume          | Democratico  | D+31 | 5 maggio 2020  |                     |
| 8°        | Jamie Raskin          | Democratico  | D+30 | 3 gennaio 2017 |                     |

## Cronologia delle configurazioni
Le tabelle riportano le mappe dei confini dei distretti congressuali dello stato del Maryland, presentati in maniera cronologica. Vengono mostrati tutti i cicli di modifica periodica dei distretti dal 1973 ad oggi.
| Anno      | Cartina dello stato | Dettaglio di Baltimora |
| --------- | ------------------- | ---------------------- |
| 1973–1982 |                     |                        |
| 1983–1992 |                     |                        |
| 1993–2002 |                     |                        |
| 2003–2013 |                     |                        |
| 2013–2023 |                     |                        |
| Dal 2023  |                     |                        |

## Distretti obsoleti
- Distretto congressuale at-large del Maryland